# Val du Breuil
Der Val du Breuil ist ein kleiner Fluss im mittleren Westen von Frankreich, der im Département Orne der Region Normandie südöstlich der Stadt Flers verläuft.

## Geografie

### Verlauf
Der Val du Breuil entspringt im südlichen Gemeindegebiet von Bellou-en-Houlme, verläuft generell Richtung Nordosten und mündet nach rund 17 Kilometern an der Gemeindegrenze von Briouze und Pointel als linker Nebenfluss in die Rouvre. Im Unterlauf tangiert der Val du Breuil die Natura 2000-Schutzzone Marais du Grand Hazé und quert weiter unterhalb die Bahnstrecke Argentan–Granville.

### Orte am Fluss
(Reihenfolge in Fließrichtung)
- La Noëllière, Gemeinde Bellou-en-Houlme
- Bellou-en-Houlme
- Les Portes, Gemeinde Bellou-en-Houlme
- Le Val du Breuil, Gemeinde Bellou-en-Houlme
- Briouze
- Pointel
- Le Bois de Pointel, Gemeinde Pointel

## Sehenswürdigkeiten
- Château Dieufit, Schloss aus dem 19. Jahrhundert im Quellgebiet des Flusses – Monument historique[5]